# Presidente Dutra (Bahia)
Presidente Dutra est une municipalité brésilienne de l'État de Bahia et la Microrégion d'Irecê.